# Karakoram
Karakoram eller Karakorum (med betydelsen "svart grus" på turkspråk) är en bergskedja i Kashmir i sydöstra Centralasien, parallell med västra Himalaya. Karakoram spänner genom Pakistan, Kina och Indien och finns i regionerna Gilgit, Ladakh och Baltistan. Karakoram är en av de största bergskedjorna i Asien och anses ofta höra ihop med Himalaya, vilket den tekniskt inte gör.
I dalen mellan Karakorum och Himalaya flyter övre Indus. Karakorumpasset efter vilket hela bergskedjan uppkallats ligger på 5 680 meter över havet. Passet har sedan gammalt använts som karavanled mellan Turkestan och Indien. 
I Karakoram finns åtskilliga toppar över 7 000 m, inklusive K2 som är världens näst högsta berg (8 611 m). De flesta av dessa toppar finns i de norra delarna av Pakistan. Karakoram är 500 km lång, och är den mest glaciärtäta regionen i världen utanför polerna. Siachenglaciären (70 km) och Biafoglaciären (63 km) är världens näst respektive tredje längsta glaciärer utanför polerna .
I nordöst är Karakoram sammanbundet med kanten av den Tibetanska platån, i norr av Wakhankorridoren och Pamirbergen. Strax väster om den nordvästra änden av Karakoram ligger Hindu Rajs bergskedja och bortom den Hindu Kushs kedja. Karakorams södra gräns utgörs av floderna Gilgit, Indus och Shyok. De separerar bergskedjan från Himalayas nordvästra slut.
På grund av bergskedjans otillgängliga natur och altitud är den mycket mindre befolkad än östra Himalaya. Europeiska upptäcktsresande besökte Karakoram först under tidigt 1800-tal. Brittiska expeditioner anlände 1856.
Muztaghpasset korsades 1887 av en expedition ledd av överste Francis Younghusband och dalgångarna ovanför Hunzafloden upptäcktes av General Sir George K. Cockerill 1892. Expeditioner utförda under 1910- och 1920-talen låg till grund för det mesta av den geografiska kartläggningen av regionen.
Marcel Ichac har gjort en film med titeln "Karakoram" där en fransk expedition 1936 till bergskedjan skildras. Filmen belönades med Silverlejonet vid Venedigs filmfestival 1937.

## Geologisk betydelse
Karakoram och Himalaya är av betydelse för vetenskapen av flera anledningar. Dels är de ett av jordens mest geologiskt aktiva områden, eftersom de utgör gränsen mellan två kolliderande kontinenter. Därför är de viktiga i studiet av plattektonik. De åtskilliga glaciärer som finns i området kan tänkas fungera som indikatorer på klimatförändringar. Dock pekar aktuella satellitstudier på att dessa glaciärer följer ett helt annat mönster än de stora glaciärerna i Antarktis och på Grönland . Medan avsmältningen hos de senare är påfallande, tycks utvecklingen i Karakoram för närvarande vara den motsatta .
Det är även tänkbart att de enorma bergskedjorna kan vara orsaken till klimatförändringar när de bildades för över 40 miljoner år sedan. Den stora mängden grus och damm som släpptes ut i atmosfären reagerade med koldioxid, vilket minskade mängden växthusgaser och kan ha medfört att jordens klimat kyldes ner, vilket i nästa led kan ha orsakat en istid.

## Högsta toppar
- K2 (Qogir Feng) (8 611 m)
- Gasherbrum I (8 068 m)
- Broad Peak (Phalchen Kangri) (8 047 m)
- Gasherbrum II (8 035 m)
- Gasherbrum IV (7 925 m)
- Distaghil Sar (7 885 m)
- Masherbrum (7 821 m)
- Rakaposhi (7 788 m)
- Kanjut Sar (7 761 m)
- Saser Kangri (7 672 m)
- Chogolisa (7 665m)
- Haramosh Peak (7 397 m)
- The Ogre (7 285 m)
- Muztagh Tower (7 273 m)

De flesta av de högsta topparna ligger i regionerna Baltistan eller Ladakh. Baltistan har fler än hundra toppar över 6 100 m.